# Vicq (Alta Marna)
Vicq è un comune francese di 174 abitanti situato nel dipartimento dell'Alta Marna nella regione del Grand Est.

## Società

### Evoluzione demografica
Abitanti censiti